# Sindnattskärra
Sindnattskärra (Caprimulgus mahrattensis) är en asiatisk fågel i familjen nattskärror. Den förekommer från sydvästra Iran till nordvästra Indien. IUCN kategoriserar den som livskraftig.

## Utseende och läte
Sindnattskärran är en relativt liten nattskärra med en kroppslängd på 23 centimeter. Den är huvudsakligen grå med fint streckad hjässa, svarta teckningar likt upp-och-ned-vända ankare på skapularerna, stora vita fläckar på sidan av strupen samt oregelbunden gulbrun fläckning på nacken som formar ett otydligt halsband. Lätet är ett monotont spinnande likt nattskärran (Caprimulgus europaeus). I flykten hörs ett lågt och mjukt tjack-tjack.

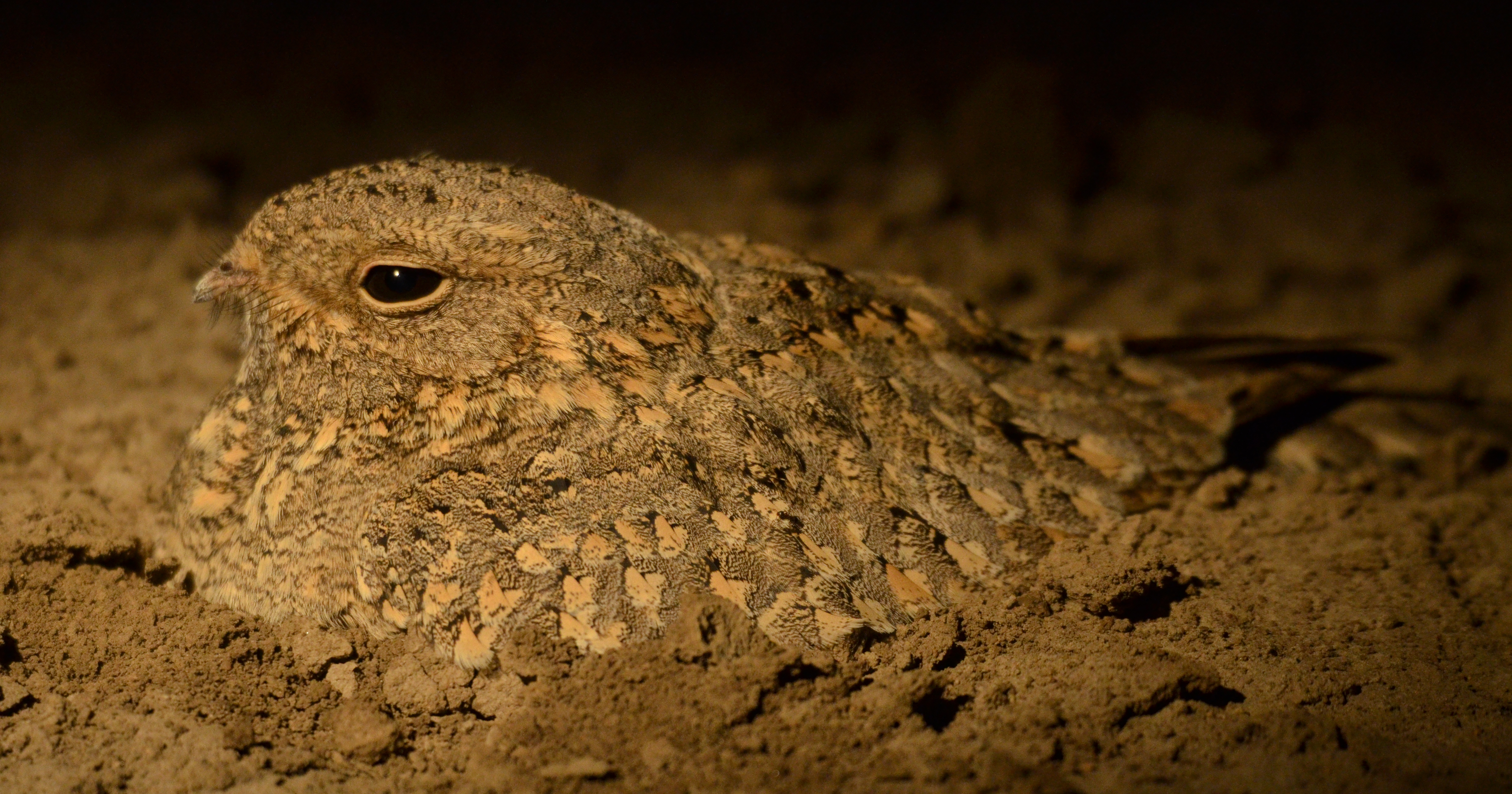

## Utbredning och systematik
Sindnattskärran häckar från sydöstra Iran till södra Afghanistan, Pakistan och nordvästra Indien. Den övervintrar i västra, norra och centrala Indien. Tillfälligt har den observerats i Förenade Arabemiraten. Den behandlas som monotypisk, det vill säga att den inte delas in i några underarter.

## Levnadssätt
Arten häckar i halvöken, upp till 500 meters höjd, men ses vintertid i flera olika sorters habitat. Den livnär sig på nattfjärilar, skalbaggar och andra insekter upp till två centimeter långa. Den häckar från februari till augusti i Pakistan och mars till maj i nordvästra Indien (Punjab och Gujarat).

## Status och hot
Arten har ett stort utbredningsområde och en stor population med stabil utveckling och tros inte vara utsatt för något substantiellt hot. Utifrån dessa kriterier kategoriserar internationella naturvårdsunionen IUCN arten som livskraftig (LC). Världspopulationen har inte uppskattats men den beskrivs som lokalt vanlig i många områden.

## Namn
Sind är en provins i sydöstra Pakistan. Fågelns vetenskapliga artnamn mahrattensis syftar på Mahratta, tidigare region i delstaten Maharashtra i västra Indien, egentligen en felstavning av Maratha.